# Hanna-Barbera
Хана и Барбера је била америчка продукцијска кућа за цртане филмове која је продуцирала анимирани телевизијски и биоскопски програм четрдесет и пет година између 1957. и 2001. Хана-Барберу су основали 1944. Метро-Голдвин-Мајерови анимациони режисери Вилијам Хана и Џозеф Барбера под називом Х-Б Ентерпрајзиз, који је коришћен за продукцију телевизијских реклама.
Пошто је МГМ затворио свој студио за анимације 1957, Х-Б Ентерпрајзиз је постао главни посао Хане и Барбере и компанија је променила назив у Хана и Барбера продукцију 1960. За три деценије, Хана и Барбера су произвели много успешних цртаних филмова, на пример Породица Кременко, Породица Џетсонс, Хики и пријатељи, Медведић Јоги, Џони Квест, Скуби Ду и Штрумфови, сви они ће постати иконе западне поп културе.
Године 1991, компанију је купио Тарнер Бродкастинг, у главном из разлога како би Тарнер могао да употреби њихову библиотеку која је садржала преко 300 цртаних филмова и серија како би је искористио као основу потребну за његов нови програм Картун Нетворк канал за кабловску телевизију. Промењен је назив у Х-Б Продукцијска компанија и 1992, у Хана и Барбера цртани филмови 1993, студио је наставио са производњом без активног деловања Вилијама Хане или Џозефа Барбере, они су обојица отишли у полу-пензију, али су и даље остали водећа лица студија.
За време касних 1990-их, Тарнер је Хана и Барберу искључиво окренуо продукцији нових материјала за Картун Нетворк. 1996, Тарнер Бродкастинг је купио Тајм Ворнер. Пошто је Вилијам Хана умро 2001, Хана и Барбера је постао део Варнер Брадерс анимејшона, и студија Картун нетворк настављена је продукција Картун Нетворкових цртаних филмова. Џозеф Барбера је остао са Варнер Брадерс анимејшеном као церемонијално лице све до његове смрти 2006.

## Историја

### Почеци Хане и Барбере
Вилијам Хана и Џозеф Барбера су се први пут удружили док су још радили у Метро-Голдвин-Мајеровом студију за анимације 1939. Први њихов већи пројекат је био цртани филм Puss Gets the Boot (1940), који је послужио као основа за цртани филм Том и Џери, а уједно је био и прва епизода популарног цртаћа.
Хана, Барбера и МГМ-ов режисер Џорџ Сиднеј су основали Х-Б Ентерпрајзиз 1944. док су и даље радили за студио, своју компанију су користили за снимање првих телевизијских реклама.
Пошто су Хана и Барбера добили осам Оскара за одређене епизоде њиховог цртаног филма Том и Џери, МГМ је затворио студио за анимације 1957, зато што је сматрао да је направљено довољно епизода за репризирање. Хана и Барбера су запослили већину својих радника из МГМ-а да раде за Х-Б Ентерпрајзиз, која ће постати права продукцијска кућа од 1957. Донета је одлука да компанија снима цртане филмове за телевизију, а први цртани филм је био The Ruff & Reddy Show, који је премијерно приказан на НБЦ-у у децембру 1957. Како би наставили производњу Хана и Барбера су се удружили са компанијом Скрин Гемс.
1959. године, Х-Б Ентерпрајзиз је променио назив у Продукцију Хана и Барбера и постао је вођа у телевизијској анимацији. Обично су били критиковани због употребе технике ограничене анимације, Продукција Хана и Барбера је обично производила цртане филмове који су се приказивали викендом и средом у ударном термину. Приказивале су их све водеће телевизије у САД. Студио је такође и имао неколико биоскопских остварења као што је цртани филм направљен за Колумбија Пикчерс, Loopy De Loop. Снимани су и други кратки биоскопски цртаћи на основу телевизијских анимираних филмова.
Компанија никада није имала сопствену зграду до 1963, када је отворена на адреси Булевар Кахуенга 3.400. у Студијском граду, Калифорнија. Партнерство између Хане и Барбере и Колумбије трајало је до 1967, када су Хана и Барбера продали студио Тафт Бродкастингу док су задржали своју позицију у студију.
Од 1965, Хана и Барбера су покушали да буду музичка издавачка кућа за кратко време. ХБР плоче су дистрибуирали Колумбија ЦБС рекордс, са певачима као што су Луис Прима, Пет Американаца, Скатман Кротерс, и 13. спрат лифт.
Од 1969. до отприлике 1983, Продукција Хана и Барбера је био водећи студио за телевизијску анимацију на свету, скоро скроз посвећени продукцији цртаних филмова који су се пуштали средом ујутру.

### Телевизијски цртани филмови
Хана и Барбера је први студио за анимације који је успешно продуцирао цртане филмове посебно за телевизију;до тада, су телевизијски цртаћи постојали само као репризе биоскопских. Друга дела Хане и Барбере укључују и биоскопски цртани филм, Loopy De Loop, за Колумбија Пикчерс од 1959 до 1965; и почетна секвенца АБЦ-евог/Скрин Гемс телевизијског програма Зачарани. Касније, Х-Б ће користити ликове Зачараних као госте у Породици Кременко.
Мноштво Хана и Барбера цртаних филмова су били произведени за пуштање у ударним терминима, наставили су производњу тих цртаћа све до раних 1970-их. То су цртани филмови: Хаки и пријатељи, Медведић Јоги, Брзи Дров Мак ров, Топ Мачак, Џони Квест, Породица Џетсонс, Уврнуте трке, и посебно Породица Кременко сви су они пуштани у ударним терминима и такмичили су се са најбољим комедијама, драмама и квизовима. Породица Кременкоје постао шоу са највишим рејтингом гледаности.
Током своје две деценије успеха, Хана и Барбера су представили много цртаних филмова Породица Кременко, Породица Џетсонс, Хаки и пријатељи, Медведић Јоги, Џони Квест, и Скуби Ду, сви они ће постати иконе америчке поп културе.
Током 1970-их практично, већина америчке телевизијске анимације су продуцирали Хана и Барбера, једини ривали су долазили од Филмејшена и ДеПати-Фреленг Ентерпрајзеса, плус одређени анимирани специјали који су се пуштали у ударном термину од Ранкин Баса, Чак Џоунса, и Била Мелендеза.

### Контроверзност квалитета
Хана и Барбера су били оптужени за допринос смањењу квалитета анимације и цртаних филмова од 1960-те до 1980-те. Неки људи верују да су њихови цртани филмови „уништили хумор“. То је зато што су они први студио који се бавио телевизијском анимацијом, тако да су имали ограничен буџет. У МГМ су трошили до $50,000 за један кратак цртани филм, док су они трошили $3,000 за цртани филм исте дужине. На пример, један 22-минутна (30 минута са рекламама) епизода Џоузија и Цица Маца из 1970 имала је исти буџет --$45,000—као један 8-минутни Том и Џери из -1940-те. Таква буџетска ограничења захтевала су промене продукцијских вредности. У причи коју је објавио Сатурдеј Ивнинг Поуст, Критичари тврде да Хана и Барбера су узимали више посла него што су могли да ураде, то је једино телевизијска публика могла да трпи. Један директор у Волт Дизнију је једном рекао, „Ми не рачунамо њих уопште као ривале.“ То је можда било истина, али касних 1950-их и раним 1960-их, Хана и Барбера је био једини студио у Холивуду који је активно запошљавао, у то време они су покупили доста Дизнијевих аниматора.
Хана и Барбера су представили ограничену анимацију, која је била популаризована у биоскопима захваљујући УПИ, на телевизијским цртаним серијама као што је Рафов и Редијев шоу  као начин који ће смањити трошкове. Ово је довело до смањења квалитета анимације. Студио је нашао решење за те критике, да прави филмове и тако прави боље верзије њихових цртаћа, то су на пример: (Неј тамо, то је Медведић Јоги! из 1964, Човек звани Кременко из 1966, и Џетсонс: Филм из 1990) и адаптације других материјала: (Шарлотина мрежа из 1973. и Хајдина Песма из 1982).
Поље анимације је стигло до дна око средине 1970-их, чак је и публици цртаних филмова средом досадило. Снажно фокусирање на јаке дијалоге и паметне сценарије је мање или више нестало до 1973, Зато што се студио променио прича је била на задњем месту, а анимација на првом. У то време Хана и Барбера цртани филмови су веома лоше пролазили осим неколико примера: (Породица Кременко, Скуби Ду, Супер Пријатељи), али они су се само репризирали.

### Спор успон и пад
Стање области анимације се променило 1980-их, захваљујући такмичарима настале су серије које су биле базиране на популарним играчкама тј. акционим фигурама, укључујући и Филмејшенов Хи-мен и Господари свемира и Ранкин Басове Муњевите мачке. Хана и Барбера студио је заостао за конкуренцијом, како је нови талас аниматора надолазио и опробавао се на тржишту 1980-их и 1990-их.
Током 1980-их, Хана и Барбера су представили цртаће направљене на основу познатих производа Штрумфови, Сноркијевци, Пак-Ман, Деспоти хазарда, Приче мајци, Срећни дани, Лаверн и Ширли, Морк и Минди, и Изазов ГоБотса, такође су произвели и неколико АБЦ Недељних специјала. Неколико њихових цртаних филмова је произведено у Аустралијском студију (направљено је партнерство са Аустралијском компанијом Саутерн стар ентертеимент), укључујући Драк Пак, Вајлдфајр, Беренстаинови Медведи, Тин Вук, и скоро сви CBS Storybreak-ови. Почетком 1980-их и наставивши после куповине Турнера, такође су тадили на неким мање познатим пројектима, као што је серија Најбоље авантуре: Приче из Библије.
Х-Б се такође ујединио са Раби-Спирс продукцијом, коју су основали 1977. бивши Х-Б радници Џо Руби и Кен Спирс. Тафт Бродкастинг је купио Руби-Спирс од Филмвејса 1981, Руби-Спирс се често удруживао да ради заједно са Ханом и Барбером.
Хана и Барбера су често правили цртане филмове у којима су главни ликови мали 1980-их, као што су: Пинк Пантер и Синови, Дете Кременко, Попај и синови, и Пас под именом Скуби Ду. из 1985, Хана и Барбера су пустили Невероватни свет Хане и Барбере, нови програм који је представио нове верзије старих ликова као што су: Медведић Јоги, Џони Квест, Сноркови, и Ричи Рич, заједно са новим цртаним филмовима као што су: Галтар и златни Ленц, Па Па Медведићи, Фантастични Макс, и Ноћна Патрола.. Следеће године Х-Б су произвели: Јогијево велико бекство, први цртани у Хана и Барбера суперзвездама 10, серија о 10 оригиналних телефилм-ова направљена на основу њихових популарних ликова, укључујући и популарне специјале као што је Џетсонси упознају Кременкове.
Због овога, Хана и Барбера и Руби и Спирс су били разлози финансијских проблема Тафт Бродкастинга, који је баш тад купила Америчка Финансијска Корпорација 1987. и променила му име у Велики Амерички Бродкастинг следеће године. Х-Б је одлучила да промени свој начин рада и да прави цртане филмове у студијима у Тајвану, на Филипинима, и Јапану. Хану и Барберу су успоравали захтеви телевизијских станица, углавном АБЦ, који су инсистирали на репризирању Скуби Дуа више пута, укључујући и цртаће Капетан Пећинац и Џози и Цица маце; то је уништавало креативност, што је довело до тога да су многи сценаристи и аниматори напустили студио у 1989. Одговорили су на позив од Варнер браће који су планирали да оживе свој студио за анимације, одмах су направили цртане филмове: Тини Тун Авантуре и Анаманијаци.

## Тарнерова обнова
1990-те, због финансијске ситуације, Хана и Барбера и Руби и Спирс су стављени на продају. 1991, већину библиотеке Хане и Барбере и Руби и Спирса је купио Тарнер Бродкастинг.
Турнеров председник забаве Скот Саша је изабрао чудан избор да води студио у пропадању. Фред Сеиберт је директор за брендирање који је направио маркетинг и избрендирао МТВ и Николодеон и измислио је програм “Ник-ноћу”, али никада није радио у продукцији цртаних филмова. Он је одмах попунио празнину која је настала због недостатка аниматора, сценариста и продуцената, запослио је људе као: Пат Вентура, Донован Кук, Крег Мекрекен, Генди Тартаковски, Сет Мекфарлан, Давид Феис, Ван Партибл, и Буч Хартман и новог вођу у продукцији База Потамкина. 1992, студио је променио име у Х-Б Продукцијска компанија, а затим поново промена назива у Хана и Барбера цртаћи. следеће године.
Раних 1990-их, Хана и Барбера су направили цртаће као: Том и Џери деца, Друпи: Господар детектива), Нове авантуре капетана Планете и Јо Јоги. Такође су направили цртаће који су били другачији од њихових претходних издања, укључујући цртаће Буди се, скачи и котрљај, Два глупа пса, СВОТ мачке и Пирати мрачних вода. Средином 1990-их, Хана и Барбера и Картун Нетворк (који је представио доста њихових цртаћа новијој публици) је пустио Сеибертову иновацију, повратак у будућност концепт кратких цртаћа Какав-Цртаћ шоу, који је представио нове ликове и на неки начин променио Хану и Барберу заувек. Први цртани филм који је настао из Какав-цртаћ шоуа је Генди Тартаковскова Декстерова лабораторија. Други програми су их следили, укључујући и Џони Браво, Крава и Пиле и Супер девојчице, то су биле задње серије које су користиле Х-Б лого: “Звезда Падалица” (који је прво коришћен 1979). Х-Б су такође направили неколико филмова са Скуби Дуом (Ворнер Браће) исто тако и нову серију, Праве авантуре Џонија Квеста.
После уједињења Тарнер Бродкастинга и Тајм Варнера 1996, Власници су морали да деле студије у свом власништву. Иако су били под истим власништвом, Хана и Барбера и Ворнер брадерс. Анимација су радили одвојено до 1998. Те године Хана и Барбера зграда је затворена и пресељена на плац Ворнер Брадерс Анимације Шерман Окс, Лос Анђелес, Калифорнија.

### Картун Нетворк Студио
Картун Нетворк Студио је продукцијска компанија основана 21. октобра 1994. године. Око 1998, име Хана и Барбера је почело да нестаје са цртаних филмова и почело се замењивати са именом Картун Нетворк Студио. То је било згодно цртаћима који су се производили изван Хане и Барбере, али је Картун Нетворк имао помоћ у продукцији, на пример а. к. а цртаћи Ед, Ед и Еди, Кино Филм' Мајк, Лу и Ог, и Куриос Пикчерс' Овца у великом граду, као и цртаћи које је студио настављао да производи: Гримове авантуре Билија и Менди и Самурај Џек и други Картун Нетворкови оригинални цртаћи. Ово је због чињенице да је бренд Картун Нетворк студио направљен само како би се направила прва сезона Декстерове лабораторије (иронично, назив бренда ће се вратити цртаном филму када се буду направиле нове епизоде 2001).
Када је Вилијам Хана умро 22. марта, 2001, једно доба је завршено. Задња званична Хана и Барбера продукција је била Скуби Ду и Сајбер трка, кој је дистрибуирала филм и пренела званичну продукцију Ворнер Брадерс. Телевизијској анимацији. После 2001. Анимацију и друге Картун Нетворкове пројекте је радио Картун Нетворк студио. Џозеф Барбера је наставио да ради за Ворнер брадерс анимацију на пројектима везаним за Хану и Барберу и Том и Џери све до његове смрти 18. децембра, 2006.
Хана и Барбера име се и даље спомиње на продукцијама старих Х-Б класика као што су Породица Кременко, Скуби Ду и други, студио који их продуцира је Ворнер брадерс. Анимација (понекад се и Картун Нетворк позабавио продукцијом тих цртаћа); 
Већина цртаних филмова које је правила Хана и Барбера продукција за Картун Нетворк сада је у власништву канала.

## Листа значајнијих Хана и Барбера продукција

### 1950-те
- Рафов и Редијев Шоу (1957, НБЦ)
- Хаки и пријатељи (1958)
- Пикси и Дикси и Господин Џинкс (1958)
- Брзи Дров Мек ров (1959)
- Снупер и Блебер (1959)
- Ауги Доги и Доги Деди (1959)
- Loopy De Loop (1959-1965, биоскопски кратак цртани филм)

### 1960-те
- Породица Кременко (1960, АБЦ)
- Топ Мачак (1961)
- Медведић Јоги (1961)
- Лале Гатор (1962)
- Породица Џетсонс (1962, АБЦ)
- Магила Горила (1964)
- Панкин' Маца & Машмиш (1964)
- Рикошет Зека & Дроп а Лонг (1964)
- Џони Квест (1964, АБЦ)
- Хеј тамо, то је медведић Јоги! (1964, биоскопски дугометражни цртани филм )
- Атомски Мрав
- Тајна Веверица (1965, АБЦ)
- Сквидли Дидли
- Петар Потамус и његов магични летећи балон (1966)
- Поветарко и Кијавко (1966)
- Јипи, Јапи и Јахууји (1966)
- Свемирски Дух и Дино дечак (1966, ЦБС)
- Човек звани кременко (1966, биоскопски дугометражни цртани филм)
- Човек Птица и Трио Галаксија (1967, НБЦ)
- Херкулоид (1967, ЦБС)
- Шазан (1967, ЦБС)
- Банана сплит сат авантуре (1968, НБЦ)
- Уврнуте Трке (1968, ЦБС)
- Скуби Ду (1969, ЦБС)

### 1970-те
- Џози и Цица Маце (1970, ЦБС)
- Харлем Глобетротер (1970)
- У помоћ!... то је Хер Бер Банч! (1971, ЦБС)
- Невероватни Чан и Чан Клан (1972, ЦБС)
- Сеалаб 2020 (1972, НБЦ)
- Џини (1973, ЦБС)
- Супер Пријатељи (1973), АБЦ)
- Шарлотина мрежа (1973, биоскопски дугометражни цртани филм )
- Брзи Баги (1973)
- Породица Адамс (1973, НБЦ)
- Хонгконг Фуји (1974, АБЦ)
- Нови Том и Џери/Грејп Ејп шоу (1975, ЦБС)
- Скуби Ду/Дајномат сат (1976, АБЦ)
- Џаберџав (1976, АБЦ)
- Скубијева Све звездана Смехијада (1977, АБЦ)
- Нови Попај (1978, ЦБС)
- Фред и Барни упознају ствар (1979, НБЦ )

### 1980-те
- Ричи Рич/Скуби и Скрепи Ду шоу (1980, АБЦ)
- Штрумфови (1981, НБЦ)
- Пак-ман/Мали Неваљалци/Ричи Рич шоу (1982, АБЦ)
- Приче Мајци (1982, НБЦ)
- Пак-Ман (ТВ серија) (1983, АБЦ)
- Сноркијевци (1984, НБЦ)
- Изазов ГоБотса (1984)
- Паунд Пси (1986, АБЦ)
- Комплетно Менталне неадвантуре Еда Гримлија (1988, НБЦ)

### 1990-те
- Џетсонси: Филм (1990, биоскопски дугометражни цртани филм)
- Том и Џери деца (1990, ко продукција са Турнер Ентертејментом, ФОКС)
- Породица Адамс (друга анимирана верзија) (1992, АБЦ)
- 2 Глупа пса (1993, ТБС)
- СВОТ Мачке (1993, ТБС)
- Нове авантуре Капетана Планете (1993, ТБС)
- Какав-цртаћ шоу (1994, Картун Нетворк)
- Праве Авантуре Џонија Квеста (1996, Картун Нетворк/ТБС /ТНТ]])
- Декстерова Лабораторија (1996, Картун Нетворк)
- Џони Браво (1997, Картун Нетворк)
- Крава и Пиле (1997, Картун Нетворк)
- Супер Девојчице (1998, Картун Нетворк)

## Хана и Барбера звучни ефекти
Осим њихових цртаних филмова и ликова, Хана и Барбера су такође били познати по својој опширној библиотеци звучних ефеката. Осим обичних звучних ефеката из цртаних филмова (као што су звечке, флауте и други инструменти), они су такође имали и познате звукове коришћене за транспортовање, кућне предмете, елементе и друго.
Када су Хана и Барбера основали свој студио 1957, направили су доста звучних ефеката, а имали су ограничене изборе. Такође су узели звукове из тада затвореног МГМ-овог студија за анимације. До 1958, почели су да шире и да додају више звукова у своју библиотеку. Поред тога су правили доста својих звукова, такође су сакупили доста звукова из других филмских и студија за анимације, као што је Универзал Пикчерс, Ворнер брадерс. Анимација, па чак и Волт Дизни Продукција.